# Neutrino tauonico
Il neutrino tauonico (ντ) o neutrino tau, è l'ultimo dei tre neutrini, e insieme al tauone (spesso detto tau, in riferimento al suo simbolo τ), forma la terza generazione di leptoni, perciò il suo nome neutrino tauonico. La sua esistenza è stata riconosciuta dopo che il tauone venne individuato in una serie di esperimenti tra il 1974 e il 1977 da Martin Lewis Perl insieme ai suoi colleghi allo SLAC e al LBNL. La scoperta del neutrino tauonico venne annunciata nel luglio del 2000 dall'esperimento DONUT (Direct Observation of the Nu Tau, osservazione diretta del neutrino tau).

## Scoperta
Il neutrino tauonico è stato l'ultimo dei leptoni (una categoria di particelle appartenenti del Modello standard) ad essere scoperto. L'esperimento DONUT del Fermilab venne eseguito durante gli anni '90 per rilevare nello specifico il neutrino tauonico. Questi sforzi vennero a concretizzarsi nel luglio del 2000, quando la collaborazione DONUT riferì del suo rilevamento.

## Altri esperimenti
Dal 2015 l'esperimento OPERA situato nei Laboratori nazionali del Gran Sasso ha verificato l'apparizione di neutrini tau a partire da neutrini muonici prodotti al CERN. Al CERN viene infatti prodotto un fascio di neutrini muonici e OPERA ha verificato che alcuni di questi neutrini avevano oscillato in neutrini tau nel tragitto tra il CERN e il Gran Sasso. L'apparizione di neutrini tau di alta energia di origine astrofisica viene tuttora ricercata dall'esperimento IceCube, tramite l'eventuale misura di un doppio sciame di particelle (il primo sciame causato da interazione neutrino-nucleo, il secondo dal decadimento del leptone tau appena creato). Inoltre dal 2002-2004 si ricercano raggi cosmici ad altissima energia (UHECR, dall'inglese Ultra-High-Energy Cosmic Rays), prodotti da eventuali neutrini tau la cui interazione in catene montuose o in Terra, uscendo in aria, produce, decadendo, sciami orizzontali o verso l'alto. Tali ricerche possono essere fatte ad esempio con un array per raggi cosmici di altissima energia. Due degli osservatori che se ne occupano sono l'Osservatorio Pierre Auger e il Telescope Array.